# Église Saint-Jean de Courcelles-la-Forêt
L'église Saint-Jean de Courcelles-la-Forêt est une église située à Courcelles-la-Forêt, dans le département français de la Sarthe.

## Historique
L'église romane de Courcelles-la-Forêt a été bâtie au XIIe siècle avec sa tour carrée. Le tombeau du XVIe siècle attenant est inscrit à l'inventaire supplémentaire des monuments historiques depuis le 10 avril 1929.

### Architecture

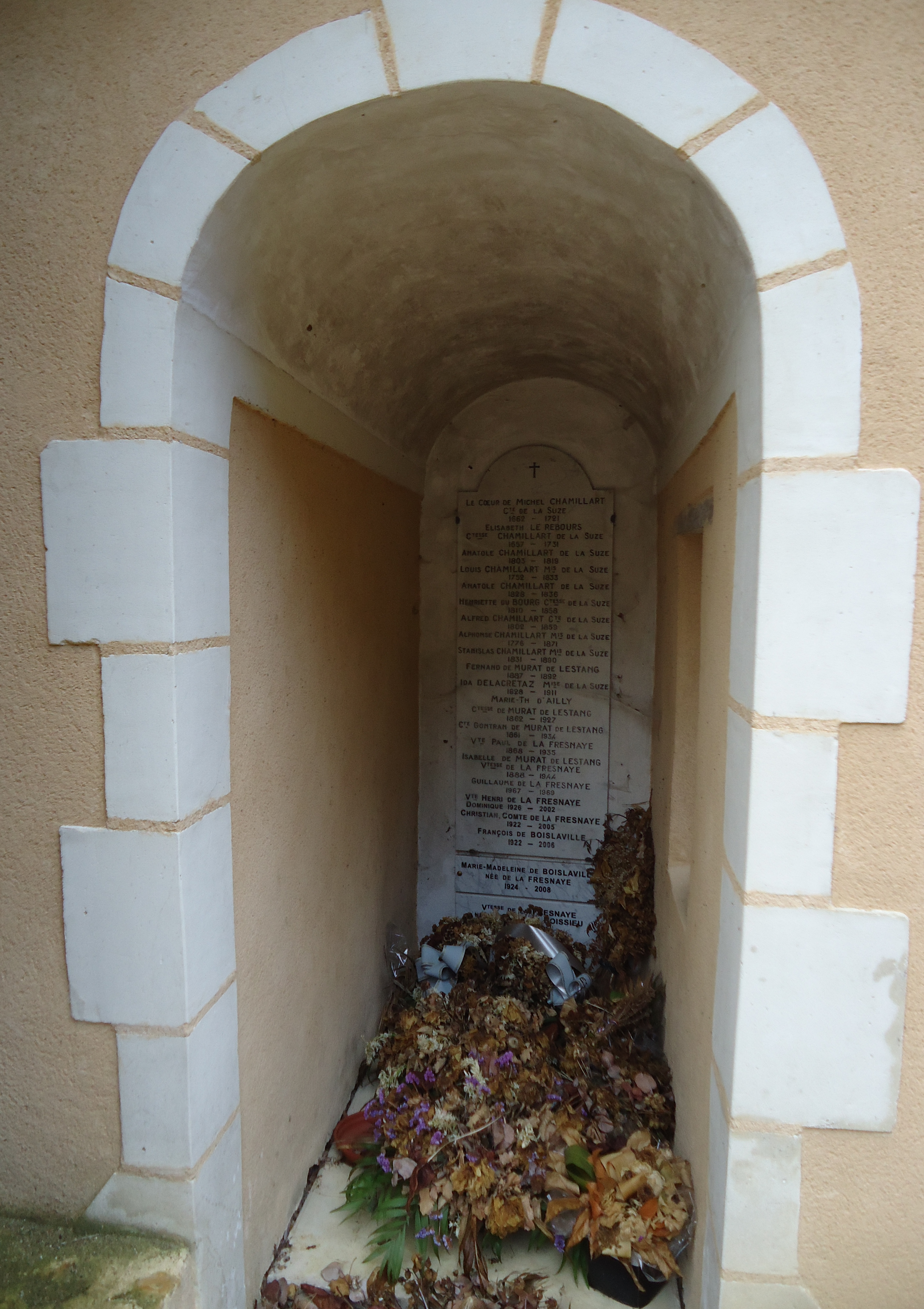
Tombeau du XVIe siècle attenant à l'église (ISMH)

## Description

### Mobilier et décoration
L'église renferme quelques œuvres remarquables, notamment :
- Un calice en argent du XVIIe siècle, classé monument historique au titre d'objet en 1980[2] ;
- Un tableau du XVIIe siècle, intitulé Le Christ portant sa croix et sainte Véronique, classé monument historique au titre d'objet en 1976[3] ;
- Une dalle funéraire en pierre du XVIe siècle, classée monument historique au titre d'objet en 1903[4] ;
- Un reliquaire du XVIe siècle, classé monument historique au titre d'objet en 1908[5].